# FRELIMO
Frente de Libertação de Moçambique ("Mozambiques frigøringsfront", forkortet FRELIMO) er et politisk parti, som har styret Mozambique siden uafhængigheden i 1975. Dets magtgrundlag stammer fra den etniske minoritetsgruppe shangaan.

## Uafhængighedskrigen (1962-1975)
FRELIMO blev grundlagt i Dar-es-Salaam, Tanzania, den 25. juni 1962 da tre regionale baserede nationalistorganisationer, Mozambiques afrikanske nationale union (MANU), Mozambiques nationale demokratiske union (UDENAMO) og Uafhængige Mozambiques nationale afrikanske union (UNAMI) slog sig sammen til en bredere baseret guerillabevægelse. Under Eduardo Mandlanes lederskab valgt præsident af den nydannede frigøringsfront, satte FRELIMO sit hovedkvarter op i 1963 udenfor Mozambique i Dar-es-Salaam og kæmpede for uafhængighed fra Portugals kolonimagt. I 1969 blev Mondlane myrdet i et bombeattentat. Efter opdagelsen af Operation Gladios hemmelige stay-behind NATO-afdeling i 1990, blev det opdaget, at Aginter Press, Portugals gren af Gladio, havde været direkte involveret i attentatet på FRELIMOs leder .
FRELIMO kontrollerede næsten hele den nordlige region af landet inden 1964. I de tidlige 70'erne, havde FRELIMOs 7000 mand stærke guerillastyrker tilkæmpet sig kontrol over store dele af de centrale og nordlige dele af landet fra portugisiske autoriteter og kæmpet mod en portugisisk styrke på rundt 60.000 mand. I 1975, efter nellikrevolutionen i april 1974, fremforhandlede Portugal og FRELIMO Mozambiques uafhængighed, som trådte i kraft juni samme år. FRELIMO etablerede så et etpartistyre baseret på marxistiske principper med Samora Machel som president. Den nye regeringen fik diplomatisk og noget militær støtte fra Cuba og Sovjetunionen.

## Borgerkrig (1975–1992)
Den nye regering blev optaget med en borgerkrig mod en antikommunistisk politisk fraktion kendt som RENAMO sponset af apartheid-regeringerne i Rhodesia og Sydafrika. Fredsaftalen i Rom som satte punktum, for borgerkrigen blev ikke signeret før i 1992. I et af de senere år fik FRELIMO aktiv støtte fra Margaret Thatchers regering i Storbritannien, noget som reflekterede FRELIMOs bevægelse mod socialdemokrati. Mozambique blev også medlem af Commonwealth of Nations.
Efter Machels død i 1986, i et mistænkeligt flystyrt, begyndte Joaquim Chissano at lede både partiet og staten. Til trods for hans uddannelse i østbloklandene, kørte Chissano ikke en hård marxistisk linje og opfordrede til demokrati og flerpartivalg som i 1994 gjorde slut på etpartistyret.

## Fra 1990'erne til i dag
I valget sent i 1999, blev præsident Chissano genvalgt med 52,3% af stemmerne, og FRELIMO sikrede sig 133 af 250 parlamentssæderne. På grund af massejuks og flere tilfælde af korruption, har Chissanos regering mødt bred kritik.
Partiet valgte derfor Armando Guebuza som sin kandidat i præsidentvalget 1.–2. december 2004 hvor han vandt en forventet sejr med 60% af stemmerne. I det sidste forsamlingsvalg samme dato vandt partiet 62,0% af stemmerne og 160 af 250 sæder. RENAMO og nogle andre oppositionspartier hævdede at der var blevet foretaget valgjuks og forkastede resultatet. Disse krav blev støttet af internationale observatører (blandt andre EUs observationsudsending og Carter-centeret) til valgene som kritiserede at den nationale valgkommitionen (CNE) ikke klarede at gennemføre retfærdige og oversigtlige valg. De ramsede en hel række af mangler ved valgautoritetene op som det styrende parti FRELIMO trak nytte af. Men valgenes mangler har antagelig ikke (også ifølge EU's observatører) forandret det endelige resultat i præsidentvalget. Distribueringen af sæder i parlamentet blandt partierne ville derimod have været anderledes, RENAMO ville antagelig have mistet nogle af FRELIMOs sæder. 
Mozambiques nationalsang fra 1975 til 1992 var Viva, Viva a FRELIMO ("Længe leve FRELIMO"). Melodien har været beholdt til dagen, men teksten er forandret for at reflektere flerpartistyrets overgang.

## Eksterne Henvisninger
- FRELIMOs officielle hjemmeside Arkiveret 10. september 2015 hos  Wayback Machine